# Episodi di SOKO Wismar (quattordicesima stagione)
La quattordicesima stagione della serie televisiva SOKO Wismar è stata trasmessa in anteprima in Germania dalla ZDF tra il 5 ottobre 2016 e il 29 marzo 2017.
| nº | Titolo originale                | Titolo italiano | Prima TV Germania | Prima TV Italia |
| -- | ------------------------------- | --------------- | ----------------- | --------------- |
| 1  | Stille Wasser                   | inedito         | 5 ottobre 2016    | inedito         |
| 2  | Schnee aus Kolumbien            | inedito         | 12 ottobre 2016   | inedito         |
| 3  | Anonyme Mörder                  | inedito         | 19 ottobre 2016   | inedito         |
| 4  | Ein Kraut für alle Fälle        | inedito         | 26 ottobre 2016   | inedito         |
| 5  | Tödliches Alibi                 | inedito         | 2 novembre 2016   | inedito         |
| 6  | Schwarzes Gold                  | inedito         | 9 novembre 2016   | inedito         |
| 8  | Ich liebe einen Mörder          | inedito         | 23 novembre 2016  | inedito         |
| 9  | Der Legionär                    | inedito         | 30 novembre 2016  | inedito         |
| 10 | Strawberry Fields               | inedito         | 7 dicembre 2016   | inedito         |
| 11 | Der Eisfürst                    | inedito         | 14 dicembre 2016  | inedito         |
| 12 | Zusammen ist man weniger allein | inedito         | 21 dicembre 2016  | inedito         |
| 13 | Klub der Aufreißer              | inedito         | 4 gennaio 2017    | inedito         |
| 14 | Das Geständnis                  | inedito         | 11 gennaio 2017   | inedito         |
| 15 | Tödliche Erschöpfung            | inedito         | 18 gennaio 2017   | inedito         |
| 16 | Hilflos                         | inedito         | 25 gennaio 2017   | inedito         |
| 17 | Eisbärchen                      | inedito         | 1º febbraio 2017  | inedito         |
| 18 | Schiffe versenken               | inedito         | 8 febbraio 2017   | inedito         |
| 19 | Verblitzt                       | inedito         | 15 febbraio 2017  | inedito         |
| 20 | Die kleine Elster               | inedito         | 22 febbraio 2017  | inedito         |
| 21 | Herzschmerz                     | inedito         | 1º marzo 2017     | inedito         |
| 22 | Geier Sturzflug                 | inedito         | 8 marzo 2017      | inedito         |
| 23 | Tödlich frisch                  | inedito         | 15 marzo 2017     | inedito         |
| 24 | Der letzte Zeuge                | inedito         | 22 marzo 2017     | inedito         |
| 25 | Der Hai auf dem Dach            | inedito         | 29 marzo 2017     | inedito         |